# Фракия (фема)
Фема Фракия (греч. θέμα Θρᾴκης или θέμα Θρᾳκῷον) — военно-административная единица Византийской империи, расположенная на юго-восточных Балканах и включавшая различные части одноименного географического региона на протяжении своей истории.

## История
Традиционно считается, что фема (в первую очередь военное командование) была сформирована около 680 года в ответ на болгарскую угрозу. Это мнение основано на упоминании некоего патрикия Феодора, комита Опсикия и ипостратига Фракии в 680/681 году. Тем не менее, неясно, подразумевается ли существование Фракии как отдельной области с занимающим два поста одновременно Феодором во главе или Фракия была административно объединена с Опсикием. В действительности об отдельных стратигах Фракии в литературных источниках нет упоминаний до 742 года, в то время как первые известные печати стратигов датируются не ранее чем VIII веком. Вероятно, что первоначальной столицей фемы являлся Адрианополь.
При императрице Ирине в конце VIII века фема была разделена путём формирования в западной части отдельной фемы Македония. С тех пор столица фемы была в Аркадиополе с подчиненными турмархами в Визе и Созополисе. Кроме того, был засвидетельствован турмарх Фракии, который, возможно, являлся заместителем стратига в Аркадиополе. Арабские географы IX и X веков Ибн Хордадбех и Ибн-аль-Факих помещали фему «от длинной стены [Анастасиевы стены] к феме Македонии и к северу до страны булгаров, насчитывала 10 укрепленных мест и 5 тысяч войск». Действительно, границы фемы изменялись вместе с северной границей Византии в эпоху византийско-болгарских войн. Первоначально, фема включала в себя территорию древнего Фракийского диоцеза за исключением земель по Дунаю, захваченных болгарами, но после завоеваний Крума, Омуртага и Симеона граница постепенно переместилась к югу от Балканских гор примерно до линии современной болгарской границы с Грецией и Турцией. Таким образом, на рубеже X века фема включала в себя по существу восточную часть современной Восточной Фракии и продлена на север вплоть до Анхиала, который входил в её состав .
С XI века Фракия и Македония, кажется, обычно объединялись, о чём свидетельствуют многочисленные стратиги и судьи, юрисдикция которых распространялась на обе фемы. Фема Фракия исчезла в период правления Палеологов.